# Белесбене (дегестан)
Белесбене (перс. بلسبنه) — дегестан в Ірані, у бахші Кучесфаган, в шагрестані Решт остану Ґілян. За даними перепису 2006 року, його населення становило 19437 осіб, які проживали у складі 5441 сімей.

## Населені пункти
До складу дегестану входять такі населені пункти:
- Алі-Новдег
- Алі-Сара
- Ахмад-Сара
- Бала-Махале-Баркадег
- Баркадег-е-Паїн
- Белесбене
- Ґурабсар
- Джафарабад
- Джір-Сара
- Іманабад
- Калмарз
- Ляле-Дешт
- Мождег
- Мола-Сара
- Навіде
- Новастелах
- Пашке
- Седег
- Сіях-Суфіян
- Фашкече
- Хасанабад
- Хашкова
- Хашт-Масджед
- Шекар-Сара